# Гравілет «Цесаревич»
Гравілет «Цесаревич» — детектив в жанрі альтернативної фантастики, написаний В'ячеславом Рибаковим у 1992 році. Вперше опубліковано в журналі Нева у 1993 року (№ 7-8). Роман був позначений низкою премій (Інтерпресскон 1994 року,Бронзовий равлик 1994 року, Бєляївська премія 1995 року) і витримала ряд видань.

## Сюжет
Альтернативна історія. Кінець XX століття. Росія зберегла самодержавну форму правління, столицею як раніше є Санкт-Петербург, а відстань вимірюють верстами. У цьому світі комуністи відмовилися від революційного насильства і утворили одну з конфесій Російської імперії. Володимир Ульянов (Ленін) стає «першим патріархом комуністів». У цьому світі з 1870 року не було воєн, тому кордони держав, так само як і форми правління залишилися колишніми. Однак науково-технічний прогрес досяг значних успіхів. Розробляється програма по освоєнню Марса («Арес-97»), люди переміщаються по планеті на гравілетах — апаратах, чий політ заснований на ефекті антигравітації.
Зав'язкою роману є крах гравілета «Цесаревич», який здійснює рейс з Тюратама Пулково. Обставини ускладнюються тим, що серед загиблих виявляється сам спадкоємець престолу Олександр Петрович. Розслідуванням справи зайнятий полковник держбезпеки князь Олександр Львович Трубецький, який сповідує ідеї етичного комунізму. Основною версією катастрофи стає диверсія, причому підозри падають на комуніста Кисленка — техніка з Тюратама. Незабаром підозрюваного знаходять, але з ним щось явно не так. У маренні він вимовляє дивне слово "ОМОН" і вмирає.
Потім Імперію приголомшує новий теракт: в Симбірські здійснюють замах на шостого патріарха комуністів Михайла Сергійовича. У перестрілці з змовниками полковник Трубецкий отримує легке поранення. Він передбачає зв'язок між двома подіями, підозрюючи якусь законспіровану комуністичну секту. Ключ до розгадки терактів Трубецкий намагається знайти в Стокгольмі, в архівах Соцінтерна, які зберігаються в місцевому терміналі ЄМІ («єдиної мережі інформації»).
Сліди ведуть князя в Баварію, де 130 років тому російський революціонер Петро Ступак і німецький хімік Отто Рашке об'єднали свої зусилля для перетворення несправедливого, як їм здавалось, світу. Ключем до перетворення світу стає психотропна зброя, виділена з токсинів мухомору. Під виглядом кореспондента Правди Трубецький відправляється в кайзерівську Німеччину, в будинок старого Альбрехта Гаусгофера, де дізнається страшну правду про існування паралельного світу, в якому панують жорстокість і насильство, де правили Адольф Гітлер та Йосип Сталін. Цей, інший світ, схожий загалом на наш, проте в ньому більше зла та ненависті. Жахливі досліди Ступака і Рашке в підвалі вілли отруїли паралельний світ і порушили баланс між світами. Цей світ містився всередині "чавунного монстра" у вигляді величезного клепаного парового котла. З цього світу за допомогою "психодвійників" насильство і божевілля починає поширюватися в світ князя. Трубецький не може запобігти майбутнім злочинам і не знає, що робити з пекельною машиною в підвалі вілли. Він має намір виступити з цього приводу в Радбезі ООН.

## Видання
- Гравілет 'Цесаревич':/ Упоряд.- Балабуха А./ Худ.- Шикін С. — СПб.: Лань, 1994.- (Числа і Руни).- 487c.- Тираж 10000. ISBN 5-7443-0015-X
- Гравілет 'Цесаревич' ACT, 2000. ISBN 5-17-004135-7
- Гравілет 'Цесаревич' Ексмо, 2006. — Тираж. 5 000. ISBN 5-699-16993-8
- Гравілет 'Цесаревич' Амфора, 2012. ISBN 978-5-367-01310-8